# M.T. Abraham Center for the Visual Arts
Das M.T. Abraham Center for the Visual Arts ist eine gemeinnützige Einrichtung. Die Hauptverwaltung des Zentrums befindet sich in Paris (Frankreich) und seine Sammlungen werden im schweizerischen Genf aufbewahrt. Das Zentrum wurde durch die Nachfahren von Mansur Tamir Abraham nach dessen Tod im Jahre 1999 gegründet. Das erklärte Ziel des Zentrums ist die Förderung der öffentlichen Anerkennung für die europäische sowie russische moderne Kunst durch die Sammlung von Kunstwerken, die „für den ausschließlichen Zweck der Zurschaustellung sowie des Studiums durch öffentliche Institutionen“ ausgeliehen werden können.

## Sammlungen
Seit 2011 ist das Zentrum im Besitz von über 300 Werken von mehr als 50 Künstlern. Der Schwerpunkt der Sammlung liegt entsprechend der Zielsetzungen des Zentrums vor allem auf dem europäischen und russischen Modernismus des späten 19. und 20. Jahrhunderts aus verschiedenen Genres des Post-Impressionismus, Konstruktivismus, Kubismus, Kubo-Futurismus, Neo-Primitivismus, Rayonismus, Suprematismus und Futurismus.
Das Zentrum besitzt eine komplette Sammlung mit Skulpturen von Edgar Degas. Abgesehen vom M.T. Abraham Center for the Visual Arts haben seit 2010 nur vier Museen der Welt nahezu vollständige Sammlungen seiner Bronze-Skulpturen. Die Sammlung der Degas-Skulpturen wurde an die Nationale Kunstgalerie in Sofia, Bulgarien, das Tel Aviv Museum of Art in Israel Israel, und das Instituto Valenciano der Arte Moderno ausgeliehen.
Nachstehend ein Auszug weiterer Künstler, die in der Sammlung vertreten sind:
- Avigdor Arikha
- Alexei Chostenko
- Salvador Dalí
- Natalia Goncharova
- Boris Grigoriev
- Menashe Kadishman
- Raffi Kaiser
- Boris Kleint
- Moshe Kupperman
- Mikhail Larionov
- Uri Lifshitz
- Nadav Lifshitz
- Lazar Lissitzky
- Kazimir Malevich
- Zwi Milshtein
- Joan Miró
- Vera Pestel
- Nikolai Pirosmani-Shvili
- Vladimir B. Rosine
- Henri Rousseau
- David Shterenberg
- Sergei Senkin
- Vladimir Tatlin
- Vladimir Titov[1]

## Geschichte

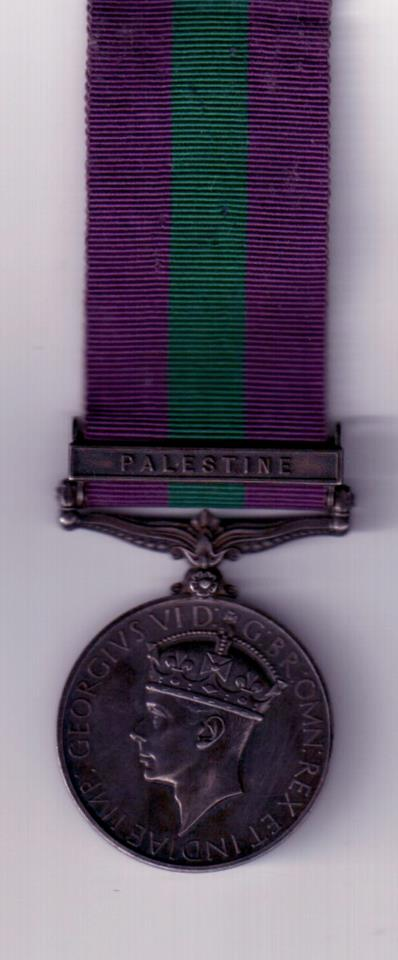
Abraham's George Medal.

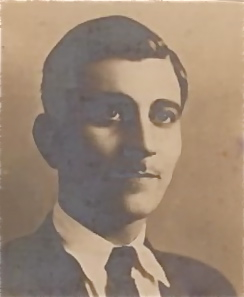
Mansur Tamir Abraham

Die Organisation wurde erstmals 2004 durch die Familie von Mansur Tamir Abraham ins Leben gerufen. M. T. Abraham wurde am 27. April 1912 in Aden im Jemen geboren, als sich das Land noch unter britischer Besatzung befand. In der Folgezeit entwickelte sich Abraham zu einem juristischen Experten für afrikanische und asiatische Rechtsnormen und wurde für seine Arbeiten von Großbritannien mit der George Medal ausgezeichnet. Darüber hinaus war Abraham ein akribischer und begeisterter Kunstsammler, der sich vornehmlich auf russische und westeuropäische Kunstwerke konzentrierte. Viele der von ihm gesammelten Werke galten seinerzeit als unbedeutend. M. T. Abraham starb am 9. Januar 1999 im Alter von 86 Jahren.
2004 richteten seine Kinder und Enkel auf Grundlage und mit Hilfe seiner diversen Sammlungen das Zentrum ein. Gegenwärtiger Präsident der gemeinnützigen Einrichtung ist Amir Gross Kabiri (2012).

## Auftrag
Der erklärte Auftrag des Zentrums besteht, wie bereits eingangs erwähnt, in der Förderung der öffentlichen Anerkennung für die russische und europäische Moderne Kunst. Das Zentrum verfügt über ein Programm für Leihgaben. Es unterstützt darüber hinaus öffentliche Ausstellungen renommierter Einrichtungen, die selbst nicht über ausreichende Mittel dazu verfügen.
Der Erziehungsauftrag des Zentrums basiert auf der Unterstützung von „Ausstellungen, die den Respekt und das Verständnis für Kunst, ihre Geschichte, ihren Kontext und ihre Bedeutung fördern.“ Bildungsprogramme für Kinder und junge Erwachsene, die von Künstlern, Erziehern und anderen Kunstexperten durchgeführt werden, begleiten die Ausstellungen, die durch das Zentrum gefördert werden. Darüber hinaus bietet das Zentrum jungen Künstlern und Studenten Unterstützung bei ihrem Studium des Judentums.

## Galerie

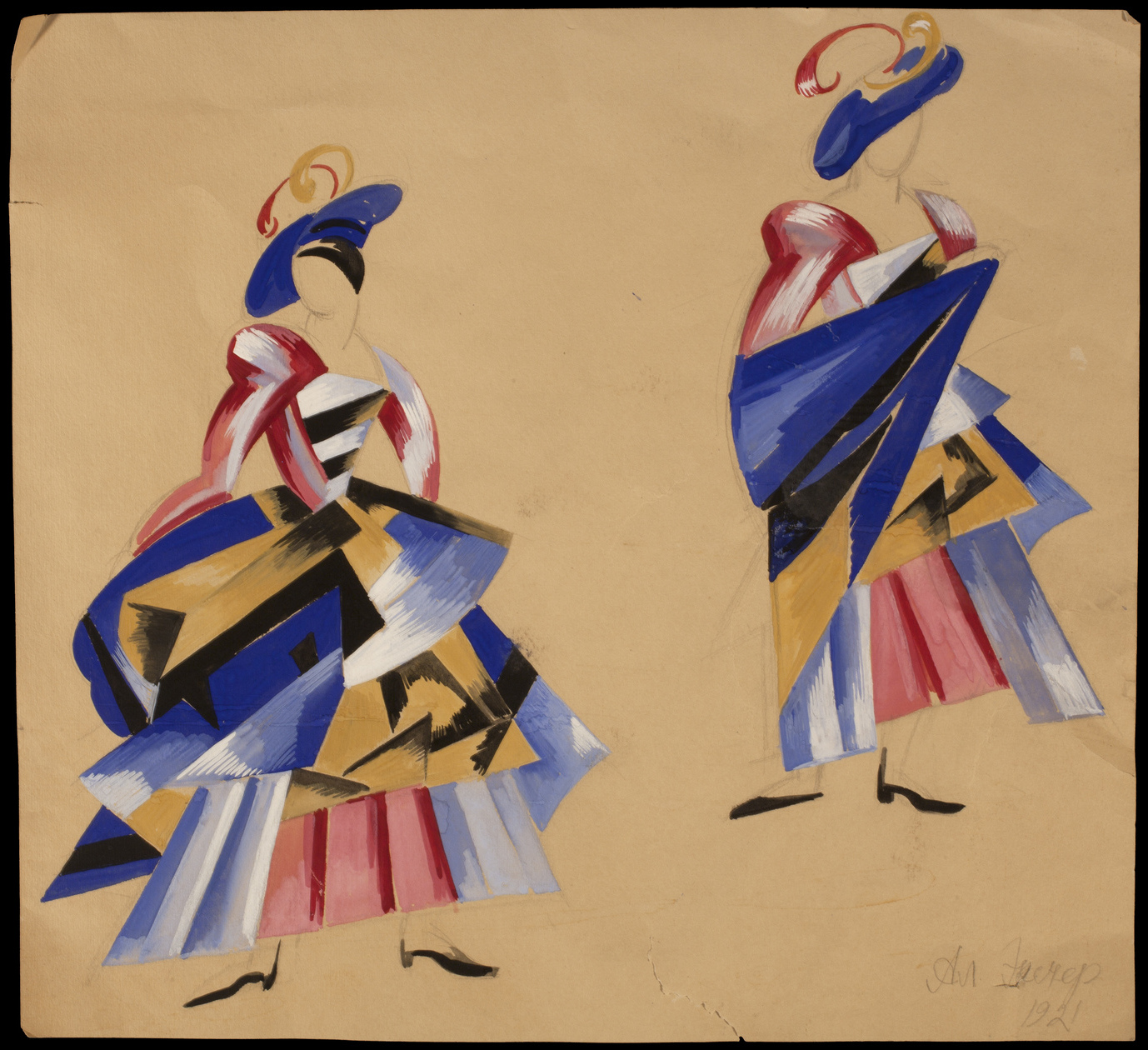
Alexandra Exter, Costume design for Romeo and Juliette, 1921
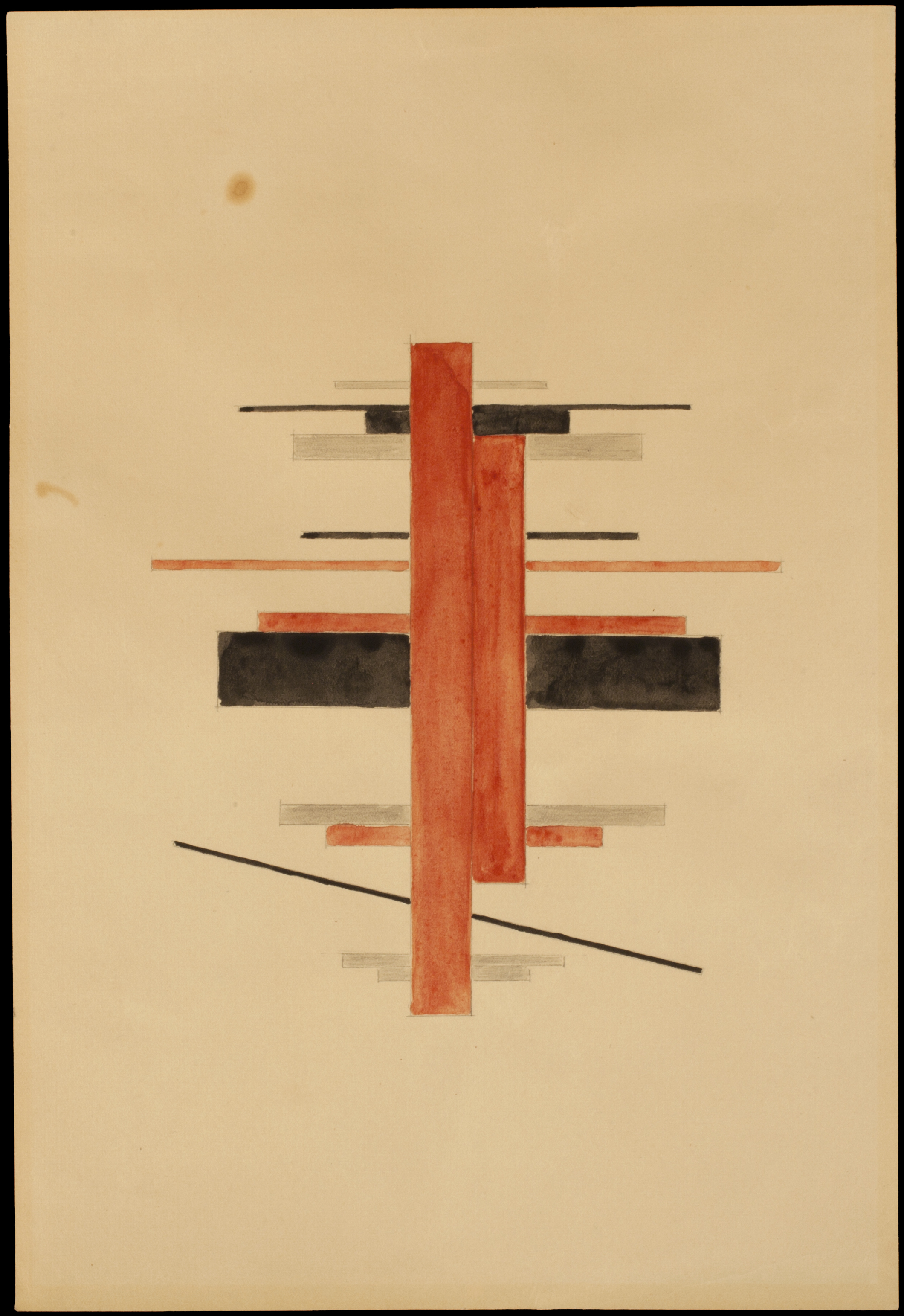
Ilya Chashnik, Suprematische Komposition, Öl auf Leinwand, 1920
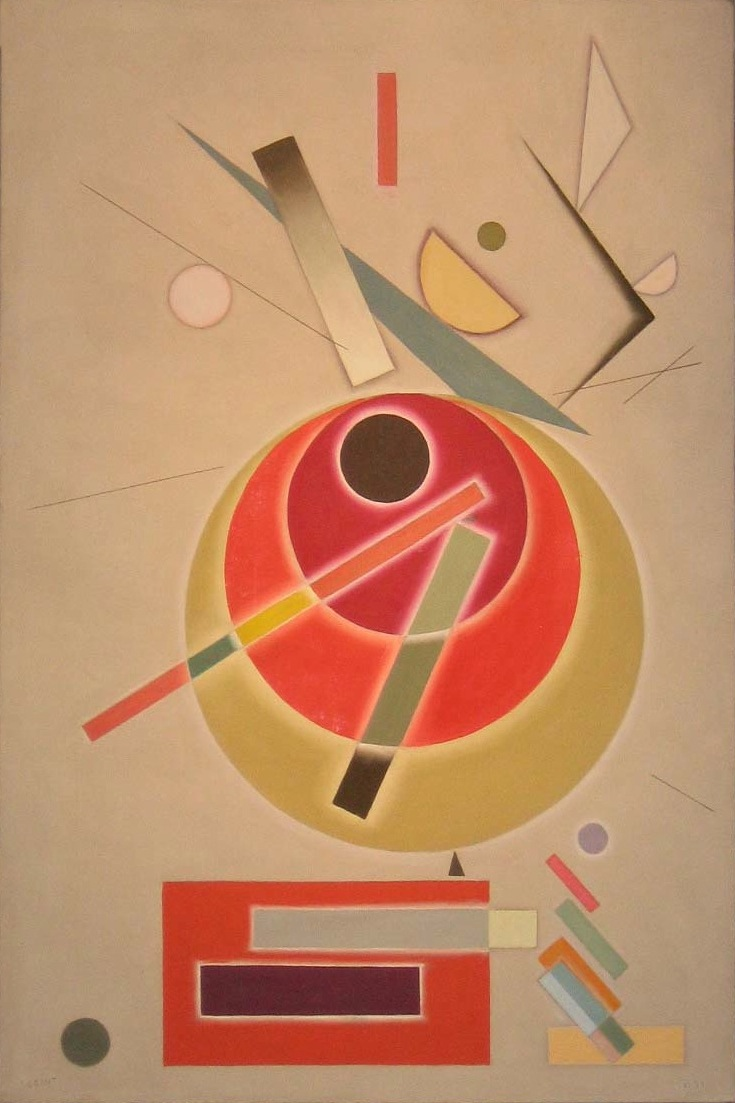
Boris Kleint, Abstract Composition, 1939
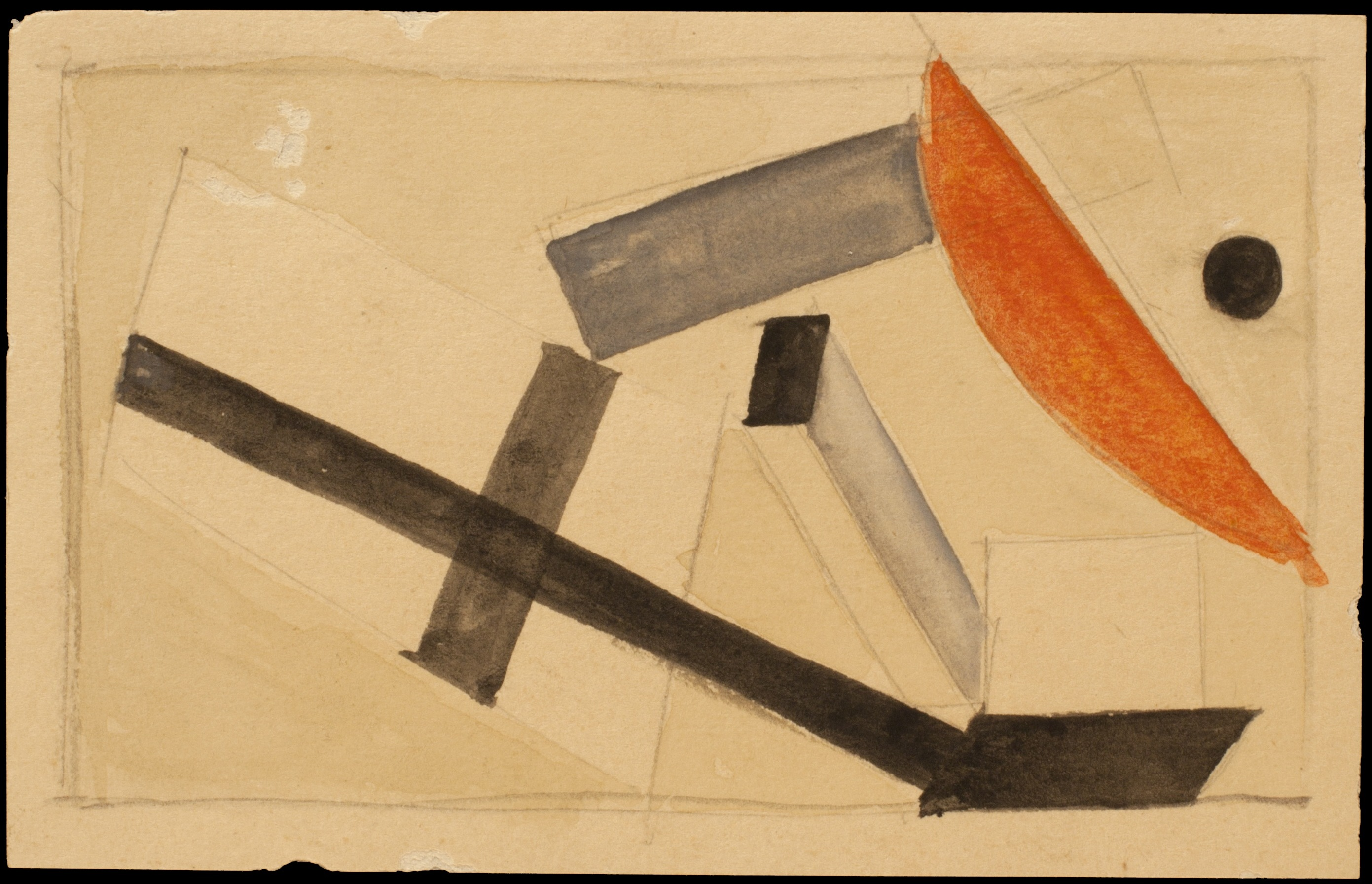
El Lissitzky, Proun, 1924
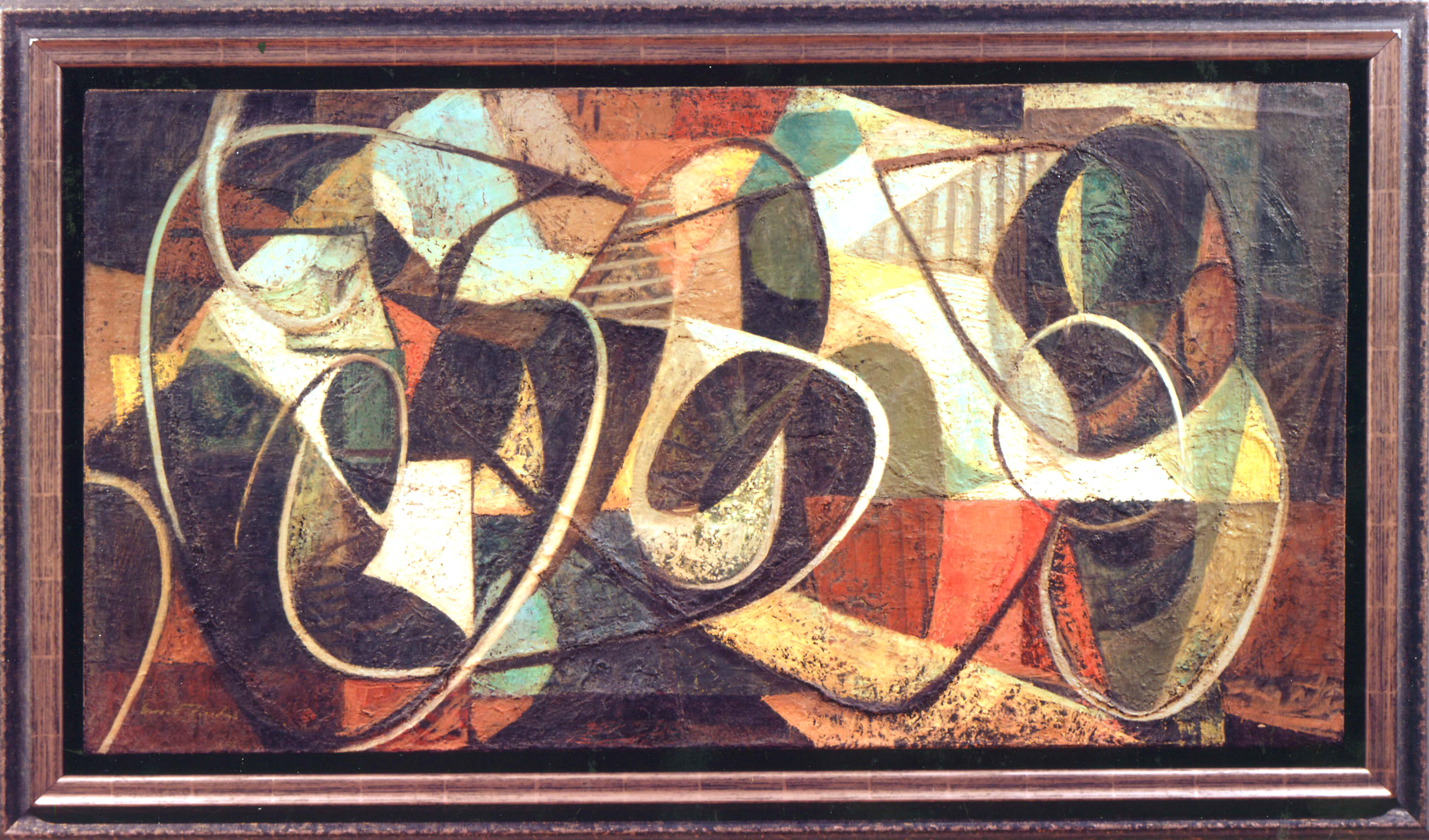
Ernest Freed, Abstract Composition, 1948
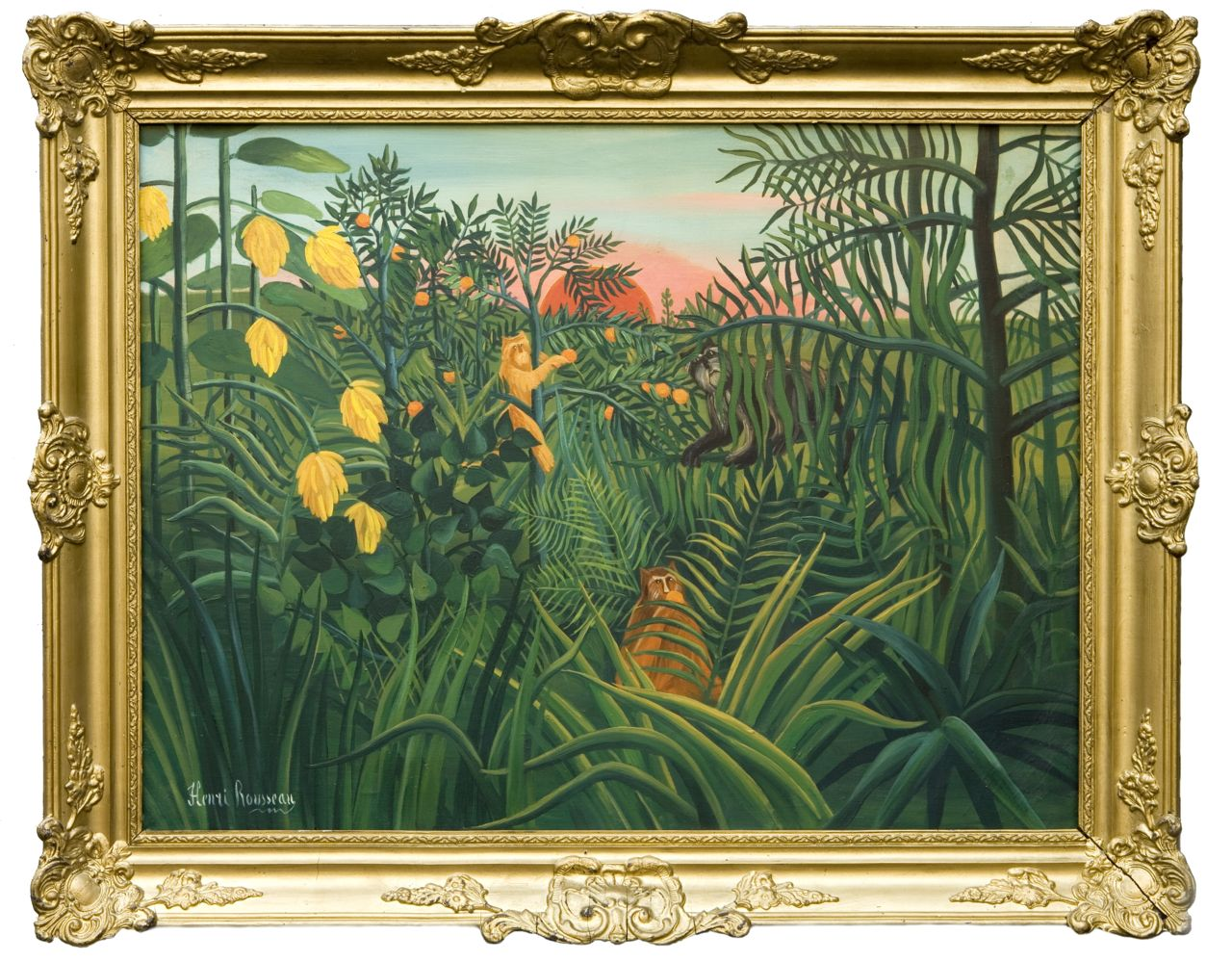
Henri Rousseau, Three apes In The Orange Grove, 1907
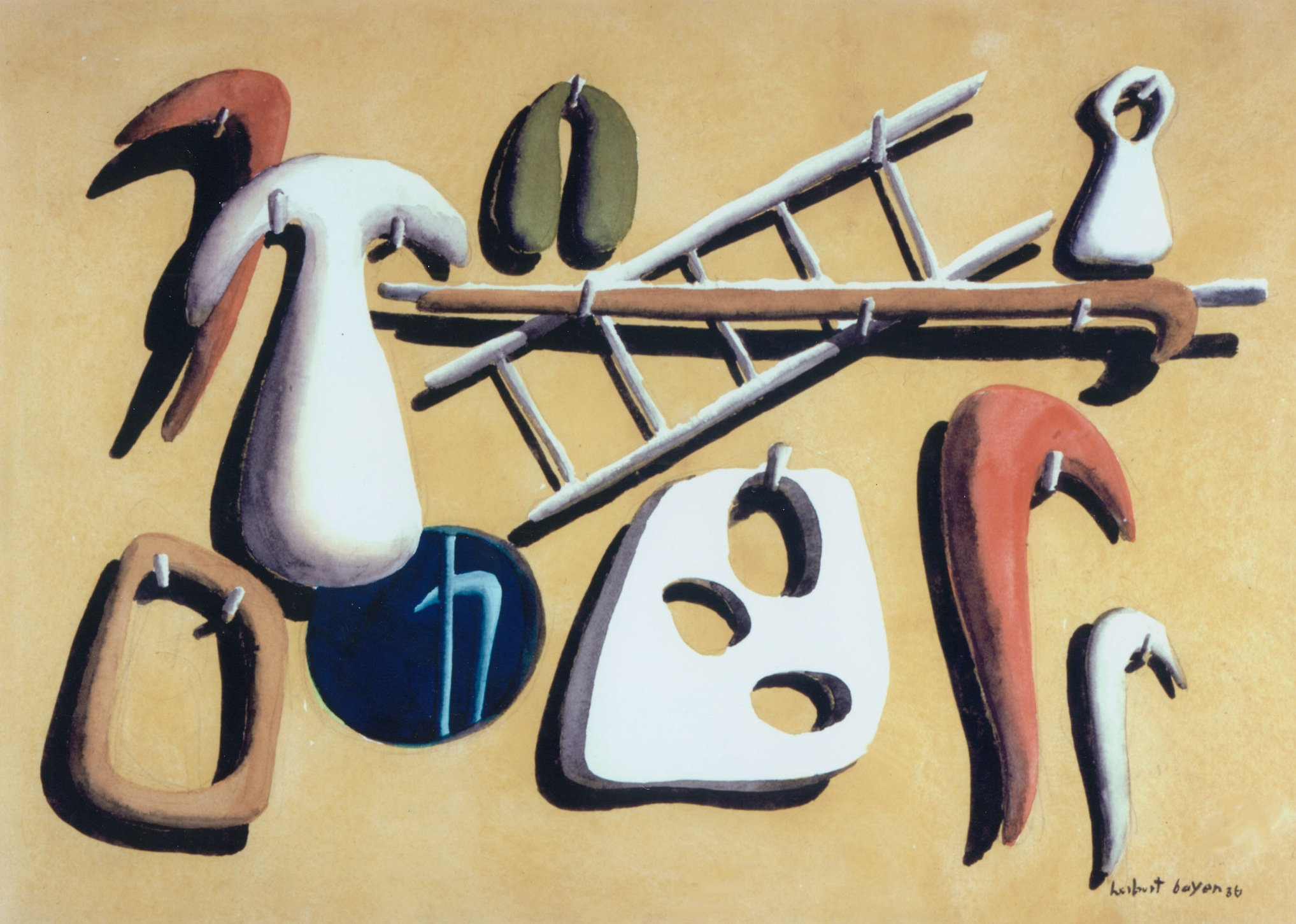
Herbert Bayer, Stadelwand, 1936
Max Pechstein, Frauenkopf, 1911
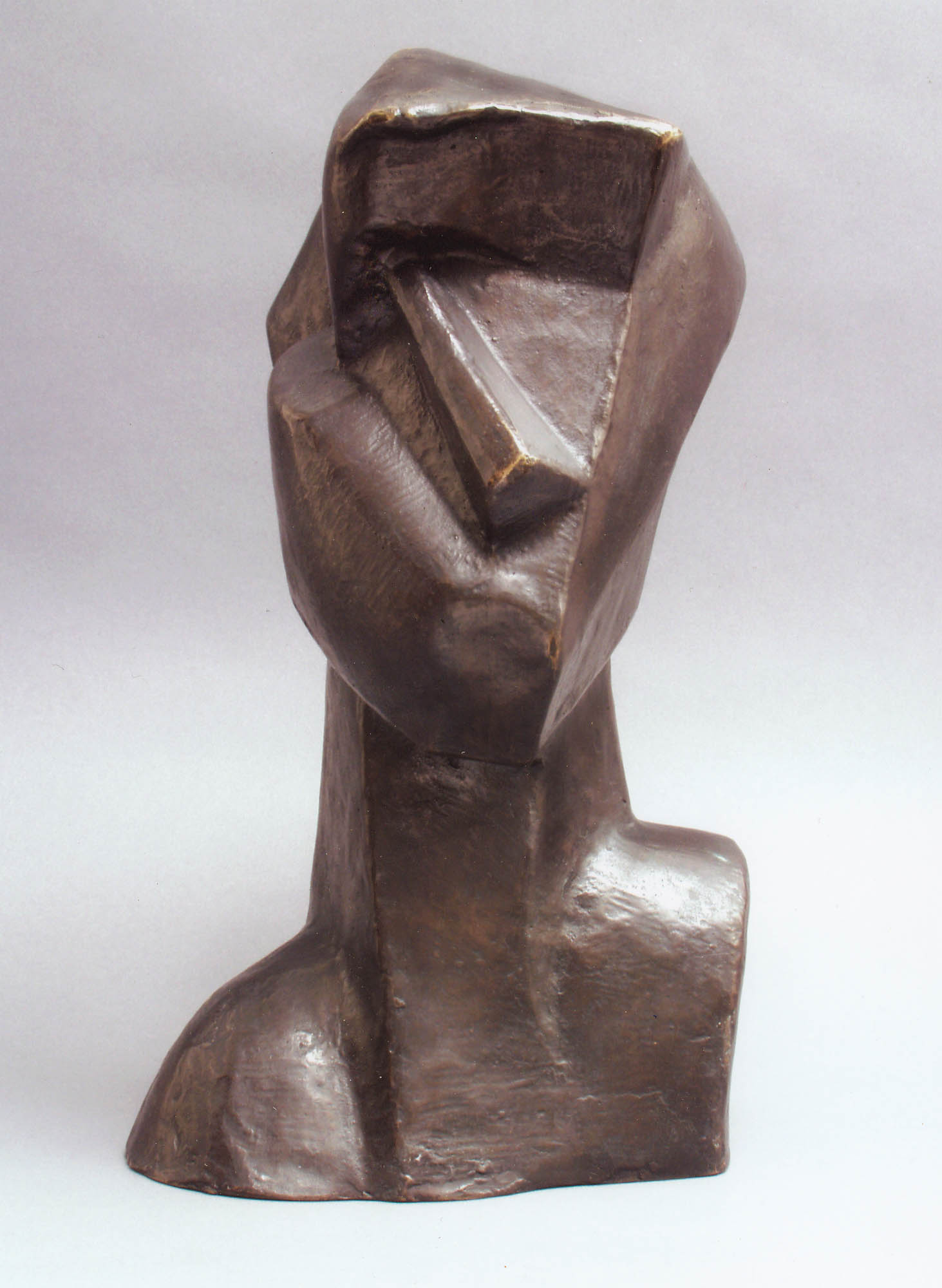
József Csáky, Tête, 1914
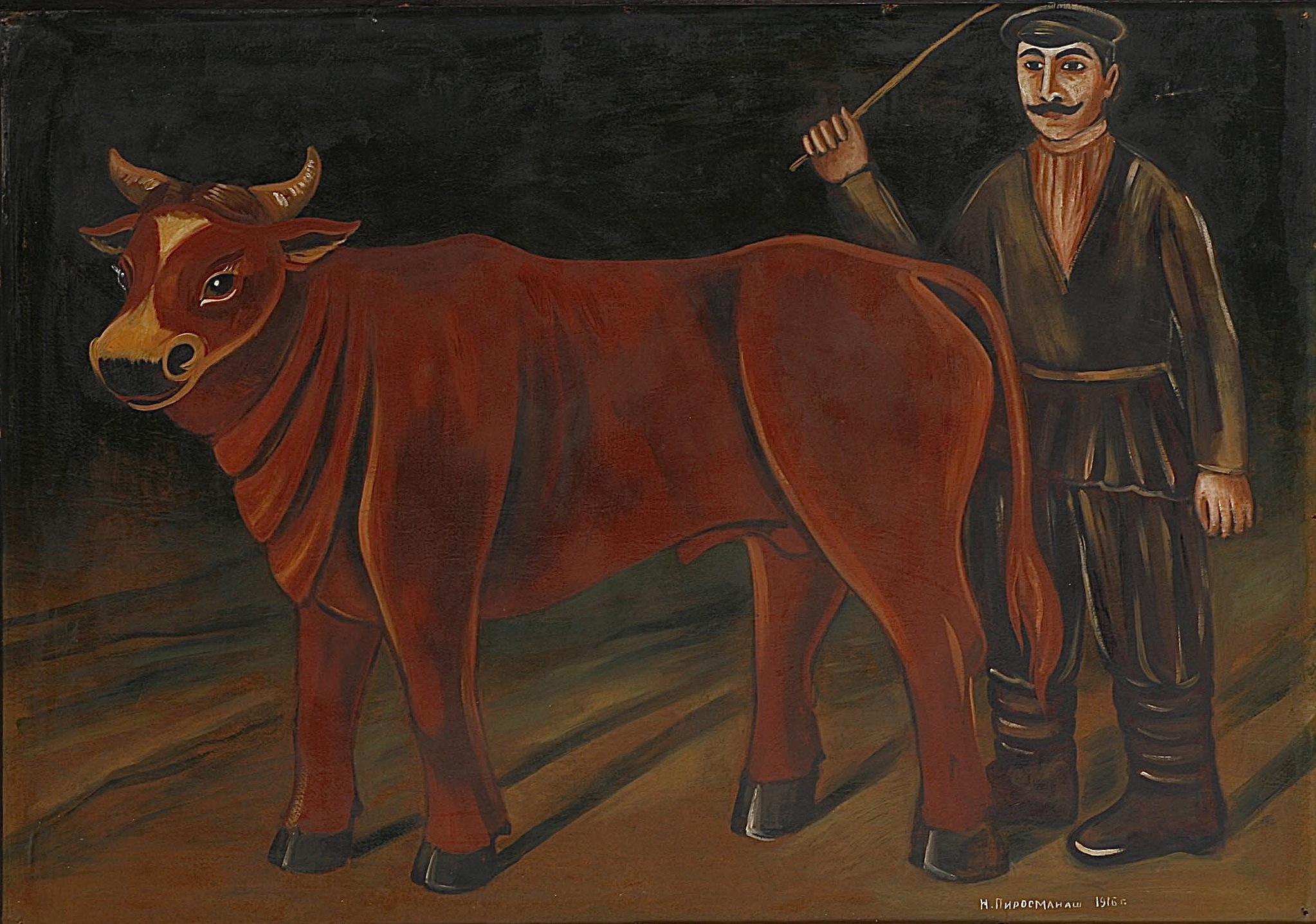
Nikolai Pirosmani-Shvili, Farmer with a Bull, 1916
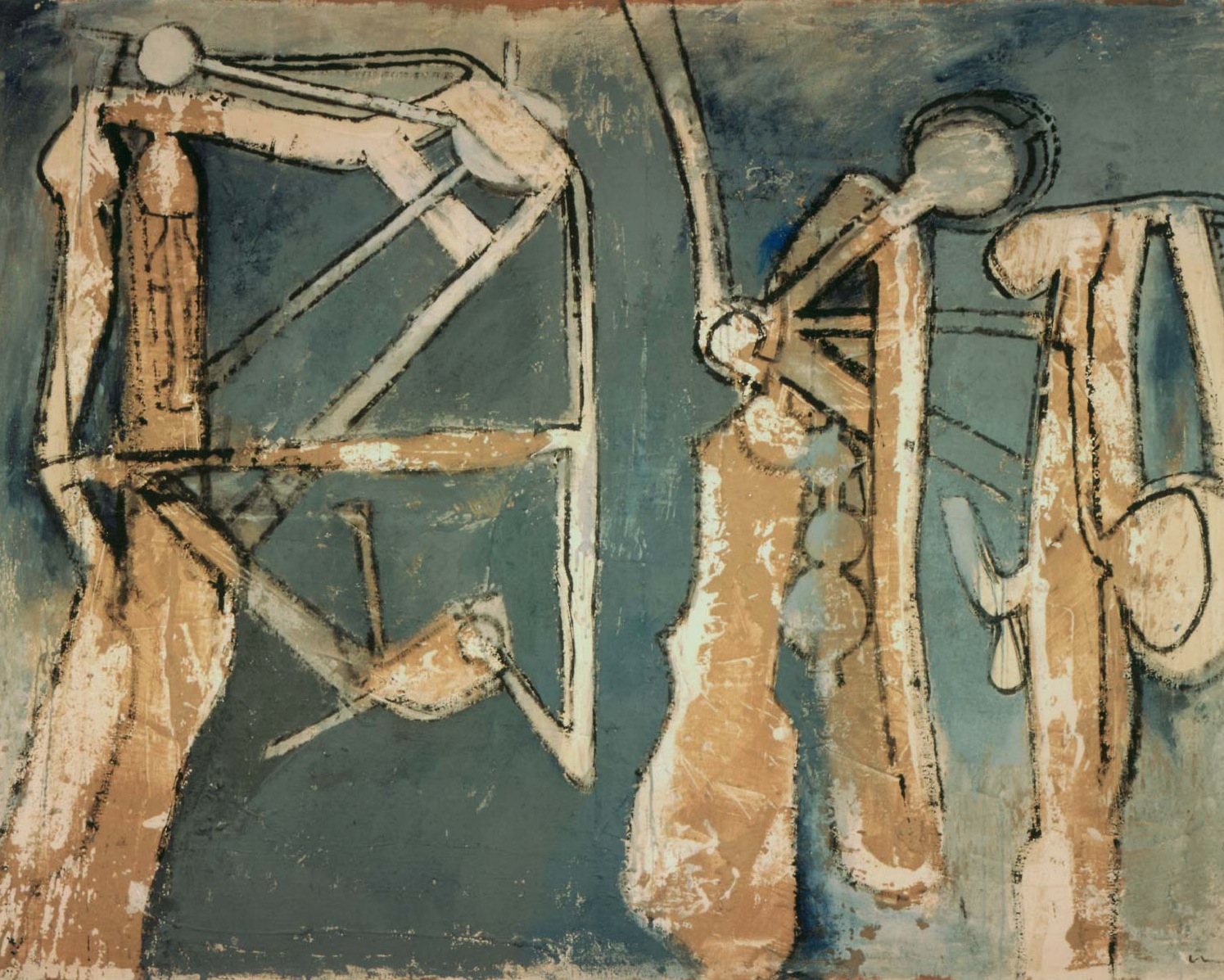
Roberto Matta, Three Figures, 1958
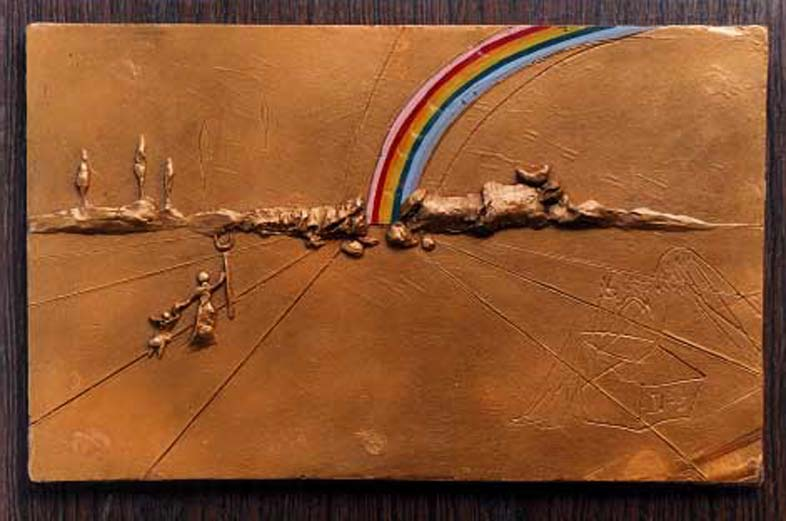
Salvador Dali, The Rainbow, 1972